# Maskarada
Maskarada è il nono album in studio della cantante serba Ceca. Il disco è stato pubblicato nel 1997.

## Tracce
1. Maskarada
2. Nevaljala
3. Pogrešan broj
4. Kažem da te volim
5. Nagovori
6. Vreteno
7. Noćas kuća časti
8. Da ne čuje zlo
9. I bogati plaču